# سیارک ۶۱۸۳
سیارک ۶۱۸۳ (به انگلیسی: 6183 Viscome، نامگذاری:1987SF7) شش هزار و صد و هشتاد و سومین سیارک کشف شده‌است که در ۲۶ سپتامبر ۱۹۸۷ کشف شد.
قدر مطلق سیارک برابر ۱۴٫۰۰ است.